# Atina Johnston
Atina Johnston, née Atina Ford le 12 octobre 1971 à Regina, est une joueuse canadienne de curling notamment championne olympique en 1998.

## Biographie
À la fin des années 1990, Atina Johnston est remplaçante pour l'équipe de Sandra Schmirler, Jan Betker, Joan McCusker et Marcia Gudereit. Elles sont championnes et du monde en 1997. Représentant leur pays aux Jeux olympiques d'hiver de 1998 à Nagano au Japon, où le curling est un sport officiel pour la première fois depuis 1924, Schmirler et ses coéquipières sont championnes olympiques après avoir battu le Danemark en finale. Schmirler meurt d'un cancer en mars 2000, à l'âge de 36 ans, et Johnston devient par la suite skip pour une équipe qu'elle fonde à Edmonton.